# Psychotria ellipsoidea
Psychotria ellipsoidea är en måreväxtart som beskrevs av William Grant Craib. Psychotria ellipsoidea ingår i släktet Psychotria och familjen måreväxter. Inga underarter finns listade i Catalogue of Life.